# Shangzhuang (socken i Kina, Hebei)
Shangzhuang (kinesiska: 上庄乡, 上庄) är en socken i Kina. Den ligger i provinsen Hebei, i den norra delen av landet, omkring 200 kilometer öster om huvudstaden Peking. Antalet invånare är 11 920. Befolkningen består av 5 569 kvinnor och 6 351 män. Barn under 15 år utgör 18,0 %, vuxna 15-64 år 71 %, och äldre över 65 år 10,0 %.
Genomsnittlig årsnederbörd är 961 millimeter. Den regnigaste månaden är juli, med i genomsnitt 284 mm nederbörd, och den torraste är januari, med 2 mm nederbörd.